# Зюльзикан
Зюльзикан — село в Нерчинском районе Забайкальского края России. Входит в состав сельского поселения «Зюльзинское».

## География
Село находится в северной части района, на берегах реки Зюльзикан (бассейн Нерчи), на расстоянии примерно 75 километров (по прямой) к северо-западу от города Нерчинска. Абсолютная высота — 665 метров над уровнем моря.
Климат
Климат характеризуется как резко континентальный, с продолжительной холодной зимой. Средняя температура самого тёплого месяца (июля) составляет 18 — 20 °С (абсолютный максимум — 38 °С). Средняя температура самого холодного месяца (января) — −28 — −30 °С (абсолютный минимум — −54 °С). Годовое количество осадков — 300—350 мм. Продолжительность безморозного периода составляет 100—110 дней.
Часовой пояс
Село Зюльзикан находится в часовой зоне МСК+6. Смещение применяемого времени относительно UTC составляет +9:00.

## История
Основано в период между 1770 и 1775 годами оседлыми тунгусами на месте стойбища.

## Население
| 1989 | 2002 | 2010 | 2021 |
| ---- | ---- | ---- | ---- |
| 409  | ↘402 | ↘336 | ↘326 |

Половой состав
По данным Всероссийской переписи населения 2010 года в гендерной структуре населения мужчины составляли 52,4 %, женщины — соответственно 47,6 %.
Национальный состав
Согласно результатам переписи 2002 года, в национальной структуре населения русские составляли 100 % из 402 чел.

## Инфраструктура
В селе функционирует основная общеобразовательная школа.

## Улицы
Уличная сеть села состоит из четырёх улиц.